# Wiesbadener Grundsätze

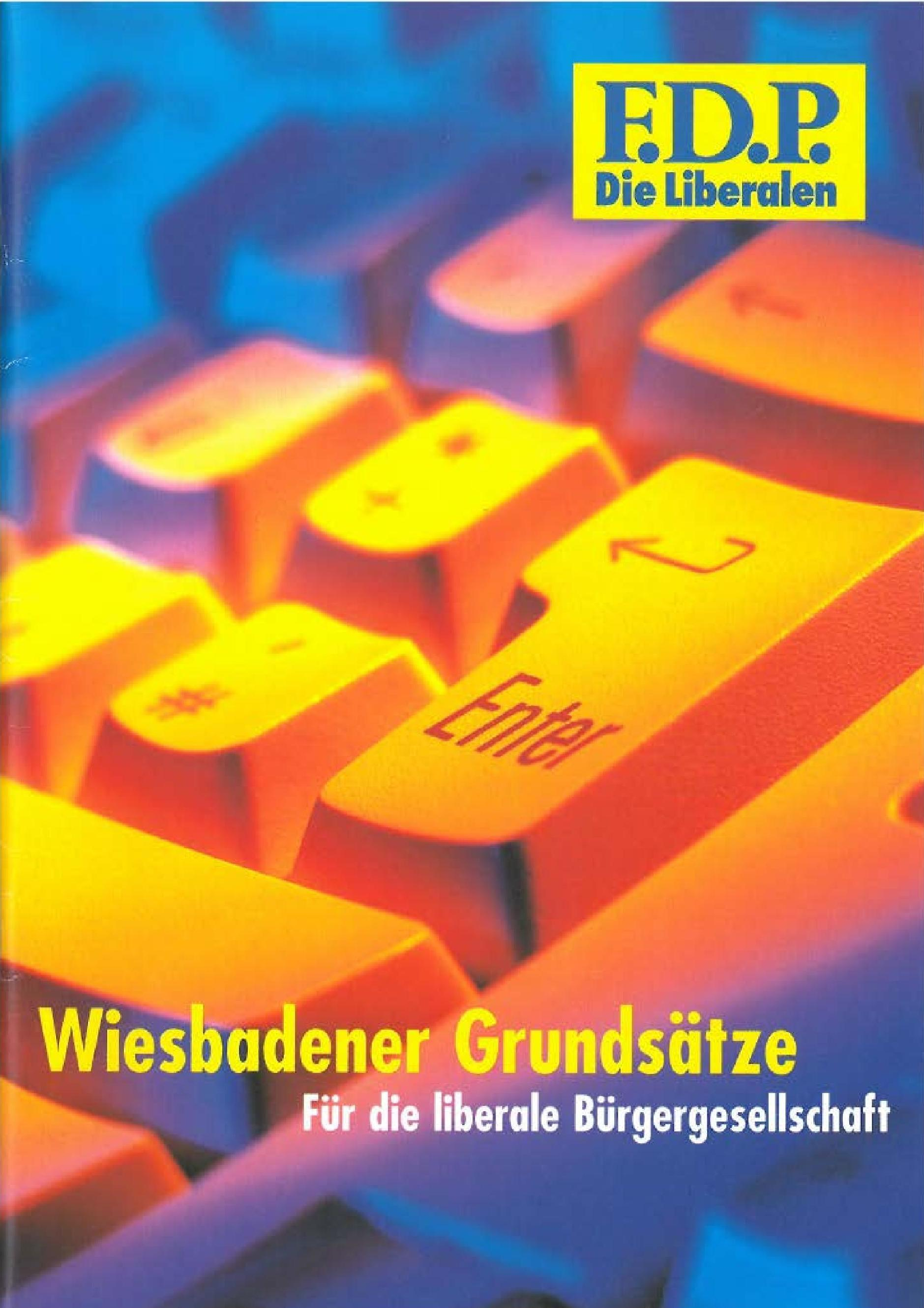
Broschüre: Wiesbadener Grundsätze

Die Wiesbadener Grundsätze, eigentlich Programm der Freien Demokratischen Partei „Wiesbadener Grundsätze. Für die liberale Bürgergesellschaft“, waren das Grundsatzprogramm der FDP von 1997 bis 2012. Sie wurden auf dem 48. ordentlichen Bundesparteitag der FDP in Wiesbaden am 24. Mai 1997 beschlossen. Die Wiesbadener Grundsätze lösten Das liberale Manifest von 1985 ab.

## Hintergrund
Das Parteiprogramm von 1985 („Liberales Manifest für eine Gesellschaft im Umbruch“) war ein Wegbereiter für den Wiedereinzug in verschiedene Landesparlamente und die „Wiederauferstehung“ bei der Bundestagswahl 1987 mit rund neun Prozent der Stimmen. Die weltpolitischen Umbrüche im Zuge der Wende und friedlichen Revolution in der DDR 1989/90 entzogen aber etlichen Grundannahmen des „Liberalen Manifests“ den Boden, so dass es 1997 durch die „Wiesbadener Grundsätze“ ersetzt wurde.

## Inhalt
Die Wiesbadener Grundsätze fassen die politischen Ansichten und Forderungen der FDP Ende der 1990er Jahre in vier Abschnitten auf 33 Seiten zusammen. Der erste Teil ist überschrieben mit „Die F.D.P. trägt Verantwortung für das, was war, was ist und für das, was wird“. Im zweiten Teil werden die „vier Fundamente des modernen Liberalismus“ dargelegt, nämlich, dass Freiheit Verantwortung, Vielfalt, Fortschritt und Zukunftsverträglichkeit bedeute. Der dritte und umfangreichste Teil setzt sich mit der „liberalen Bürgergesellschaft im demokratischen Bürgerstaat“ auseinander. Hier wird festgestellt, dass der Bürger Teilhaber an der Gesellschaft, der Wirtschaft, dem Staat und an der Weltgesellschaft sei. Im vierten Teil wird „das Prinzip Verantwortung für die nächsten Generationen“ in vier Abschnitten erläutert. Hierin geht es um die ökologische Marktwirtschaft, den „bescheidenen Staat“, den „neuen Generationenvertrag“ und die „Generationenbilanz“.